# 대한민국 형법 제88조
대한민국 형법 제88조는 내란목적의 살인에 관한 형법 각칙의 조문이다. 외국인이 한국 밖에서 이 범죄를 저지르더라도 예외적으로 처벌하고 있다

## 조문
| 제88조 【내란목적의 살인】 국토를 참절하거나 국헌을 문란할 목적으로 사람을 살해한 자는 사형, 무기징역 또는 무기금고에 처한다. - 본죄의 미수범은 처벌하며 (→형법 제89조), 예비·음모, 선동·선전 행위도 처벌한다. (→형법 제90조) - '국헌 문란'의 정의는 형법 제91조 조문에 규정하였다. |

## 같이 보기
- 내란죄

1. ↑  대한민국 형법 제5조(외국인의 국외범)